# Драгостинов, Иларион
Иларион Иванов Драгостинов (болг. Иларион Иванов Драгостинов; 1852, Арбанаси, Османская империя — 10 мая 1876, Нейково, Османская империя) — болгарский революционер и национальный герой.

## Биография
Иларион Драгостинов родился около 1852 года в селе Арбанаси. Был вторым ребенком в семье богатого купца Ивана Драгостинова.
Из-за того, что большую часть населения составляли греки, Драгостинов с детства свободно говорил на греческом языке и учился в греческой начальной школе. В 1868 году с отличием окончил Главное мужское пятиклассное училище в Тырново, где овладел французским и турецким языками, а позднее — румынским, немецким и итальянским. В училище он сблизился с молодыми болгарскими революционерами, после чего проникся революционными идеями.
В 1868 году он отправился в Рущук, где сблизился с активистами движения «Зора», которое служило очагом революционной болгарской деятельности. Увлеченный революционными идеями, он развернул широкую деятельность в качестве секретаря общинного центра и возглавил агитацию против греческого влияния в городе. Всего за одну ночь революционеры снесли здание, отведенное под греческую церковь.
В то же время он зарекомендовал себя как уважаемый купец, основав независимый комиссионный дом, который поддерживал торговые отношения с Константинополем, Веной, Бухарестом, Галацем, Одессой, Джурджу и с некоторыми болгарскими городами.
Вскоре он оставил коммерческую деятельность, полностью посвятив себя революционному движению. В 1871 году он вместе с Николой Обретеновым, Томой Карджиевым, Радием Ивановым и Георгием Икономовым стал одним из основателей Рузского революционного комитета. Чтобы легче было выполнять задания комитета, он оставил свою контору и устроился работать коммерческим агентом, а затем телеграфистом на железнодорожной станции в Рущуке. Он выполнял все распоряжения турецкой администрации по телеграфу и обо всем информировал Комитет. Весной 1872 года Рузский революционный комитет направил его в качестве своего представителя в Бухарест на генеральную ассамблею БРЦК.
Через два года он был направлен в Шумен с задачей организовать Шуменский революционный комитет, который был ранее распущен после побега Панайота Волова. Однако, несмотря на свое красноречие, ему не удалось переубедить шуменских революционеров, и он был вынужден вернуться в Рущук, что посчитали предательством, и он был вынужден бежать в Валахию. В сентябре 1875 года в Стара-Загоре была предпринята первая попытка поднятия восстания, однако она оказалась безуспешной из-за слабой агитации среди болгарского населения.
На заседаниях в ноябре-декабре 1875 года Гюргийского революционного комитета было принято решение начать подготовку к восстанию.
Иларион Драгостинов с энтузиазмом взялся за восстановление Сливенского революционного комитета, который был распущен после неудачного восстания 1875 года. В своей прокламации от 4 апреля 1876 года он пишет:
Сегодня самый удобный случай для восстания. Смело собирайтесь под знаменем креста и льва, и докажите турку-тирану, что мы умрем за свободу нашего Отечества!
Он предпринял попытки связаться с командирами других комитетов, чтобы скоординировать дальнейшие совместные действия. В разгар подготовки приходит известие о начале восстания в 4-м Пловдивском революционном округе. Накануне восстания турецкая администрация провела ряд арестов, однако, несмотря на это, Драгостинов и Обретенов решились выступить.
Погиб 10 мая в бою у перевала Вратник, близ Нейково.